# 2014년 쿤밍 기차역 학살

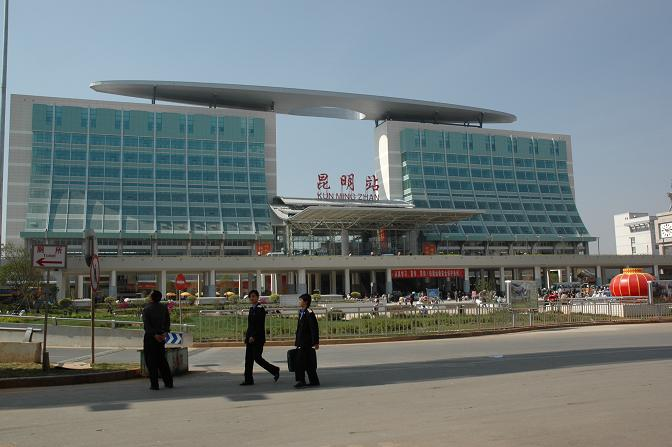

2014년 쿤밍 기차역 칼부림(2014年 昆明汽車驛虐殺)은 2014년 3월 1일 중국 운남성(雲南省) 쿤밍 시(昆明市) 쿤밍 역에서 발생한 일련의 무차별 칼부림 사건이다.
칼로 무장한 한 무리 남녀가 중국 운남성 곤명시에 위치한 곤명역의 여행객들을 공격하였다. 적어도 31명의 민간인이 죽고 130여명이 다쳤다. 이 공격은 오후 9시 20분(북경시각)에 일어났으며, 범인은 적어도 열 명이다.

## 피해
신장위구르 분리 독립 세력의 소행으로 추정되었던 테러로 2일 오후 4시 집계로 총 33명이 숨지고 140여 명이 중경상을 입은 것으로 드러났다.
연안의원과 쿤밍 제1병원 등 시내 대형 병원에는 100명이 넘는 사상자가 진료를 받고 있었고, 쿤밍 혈액본부는 공급된 혈액이 부족하다고 밝혔었다.

## 목격자 진술
1일 저녁 9시쯤 검은색 옷을 입고 1미터 길이의 칼로 무장한 10여 명의 테러범들이 쿤밍 기차역에 난입했다. 이들은 역 광장과 1,2층 매표소에서 표를 사거나 대합실에서 휴식 중이던 시민들을 향해 무차별적으로 칼을 휘둘렀다.
매표소 창구에서 표를 사려던 한 여성도 검은 옷을 입은 2명의 남성이 등에 매고 있던 자루에서 1미터 길이의 칼을 꺼내 주변 사람들을 마구 베기 시작했다고 목격담을 전했다.
대합실에서 쉬고 있는데 3~4미터 거리에서 2명의 남자와 여자가 도망가는 시민들을 향해 칼을 휘둘러 황급히 기차역내 우체국으로 대피했다는 진술도 있었다.
다른 목격자에 의하면 좁은 우체국에 승객들이 몰렸고, 몇 명의 보안요원들이 곤봉을 소지한 채 문 앞을 지켜 100여명이 넘는 사람들은 목숨을 구했다고 말했다.

## 테러범의 자백
친광룽 중국 원남성 서기는 3월4일 테러범이 자백했다고 말했다. 당일 현장에서 붙잡혔던 여성 용의자는 '처음부터 성전(지하드)에 참여하고 싶어했던 남자 6명, 여자 2명 총 8명으로 구성된 테러범들이 원난과 광둥 등을 통해 해외로 떠나는 계획을 세웠다고 전했다. 이에 이어 계획 실패 시 유동인구가 많은 쿤밍기차역 혹은 버스터미널에서 성전을 일으키기로 합의하였었고, 1일 저녁 해외 도피에 실패하자 무차별적으로 칼을 휘둘러 인명을 살상한 것이라고 밝혔다.